# Хайнлайн (кратер)
Хайнлайн (лат. Heinlein) — ударный кратер диаметром 85 км в крупном  регионе Земля Прометея на Марсе. Центр кратера имеет координаты 64°29′ ю. ш. 116°19′ в. д. / 64,48° ю. ш. 116,31° в. д. Назван в 1994 году в честь Роберта Хайнлайна, известного американского писателя-фантаста. Граничит с кратером Вейнбаум, названным в честь Стенли Вейнбаума.
По современным представлениям, на Марсе может существовать подземный слой льда вплоть до 30—40 градусов как южной, так северной широты. Поэтому есть вероятность того, что подземный лёд можно будет найти и в окрестностях кратера Хайнлайн, что делает его возможным местом для человеческого поселения. Зимой южная полярная шапка простирается примерно до 45° южной широты и покрывает кратер слоем замороженного диоксида углерода, то есть сухого льда.